# آديلايد أوكيفي
آديلايد أوكيفي (بالإنجليزية: Adelaide O'Keeffe)‏ (5 نوفمبر 1776، دبلن في جمهورية أيرلندا - 4 سبتمبر 1865، برايتون في المملكة المتحدة)؛ كاتِبة، شاعرة وروائية بريطانية.